# Эмпирическая формула (познание)
Эмпирическая формула — математическое уравнение, полученное опытным путём, методом проб и ошибок или как приближённая формула из экспериментальных данных.
Таким образом, на момент открытия оно не имеет известного теоретического обоснования. В частности, размерности используемых и вычисляемых в формуле величин могут не соответствовать друг другу (примером может служить размерность гравитационной постоянной, размерность которой следует из формулы, но не имеет логического обоснования). Другой характерной особенностью таких формул, выражающих эмпирические закономерности, является наличие эмпирических коэффициентов — специально подобранных параметров эмпирической формулы. Эмпирическая формула также может являться простым аналогом более сложного точного теоретического соотношения, либо, наоборот, усложненным аналогом приближенного теоретического соотношения. В большой степени понятия эмпирическая и феноменологическая формула пересекаются.
Эмпирические формулы широко распространены в прикладных исследованиях, также они появляются в быстро развивающихся отраслях науки. Во многих случаях они со временем заменяются точными формулами при накоплении достаточного количества знаний. Одним таким примером является формула Ридберга для длин волн спектральных линий водорода. Предложенная в 1888 году, она прекрасно предсказывала длины волн лаймановской серии, хотя никто не знал, почему она работает, пока Бор в 1913 году не создал свою модель атома водорода.

## Примеры
- Формула Ридберга
- Уравнение Аррениуса
- Уравнение Старлинга
- Закон Фиттса
- Эконометрика
- Правило Тициуса — Боде